# Sainte-Orse
Sainte-Orse är en kommun i departementet Dordogne i regionen Nouvelle-Aquitaine i sydvästra Frankrike. Kommunen ligger i kantonen Thenon som tillhör arrondissementet Périgueux. År 2022 hade Sainte-Orse 349 invånare.

## Befolkningsutveckling
Antalet invånare i kommunen Sainte-Orse
Referens:INSEE